# 河鱼乡
河鱼乡，是中华人民共和国重庆市城口县下辖的一个乡镇级行政单位。

## 行政区划
河鱼乡下辖以下地区：
河鱼村、平溪村、大店村、高洪村和畜牧村。